# Masdenverge
Masdenverge és un municipi de Catalunya pertanyent a la comarca del Montsià, a mig camí entre la capital de comarca, Amposta, i Santa Bàrbara.
El terme municipal segueix el curs del barranc de la Galera, que baixa amb força quan plou abundantment. Està situat a 54 metres sobre el nivell del mar. La seva superfície és de 14,61 km² i delimita a l'est amb Amposta, al sud amb Freginals, al sud/oest amb Godall, a l'oest amb La Galera, al nord/oest amb Santa Bàrbara i al nord amb Tortosa.
Avui dia supera els 1.000 habitants i inclou nombrosos clubs i associacions que dinamitzen la vida del poble, on destaquen el Club d'Escacs, la Unió Musical, el Club de Futbol, l'Associació de Joves "Font del Peu" i Ràdio Joventut.

## Història
La vila es va formar a mitjans del segle xviii, quan alguns agricultors procedents de Tortosa es van instal·lar en aquestes terres per dedicar-se al seu cultiu.
Masdenverge va formar part del municipi de La Galera fins al 1857, any en què es va constituir com a municipi independent gràcies a la celebració d'un referèndum.
El mas del senyor Verge es va fer servir per donar nom a aquesta nova població, que als seus orígens, i fins a principis del segle xx, s'escrivia Mas d'en Verge.

## Geografia
- Llista de topònims de Masdenverge (Orografia: muntanyes, serres, collades, indrets..; hidrografia: rius, fonts...; edificis: cases, masies, esglésies, etc).

## Cultura

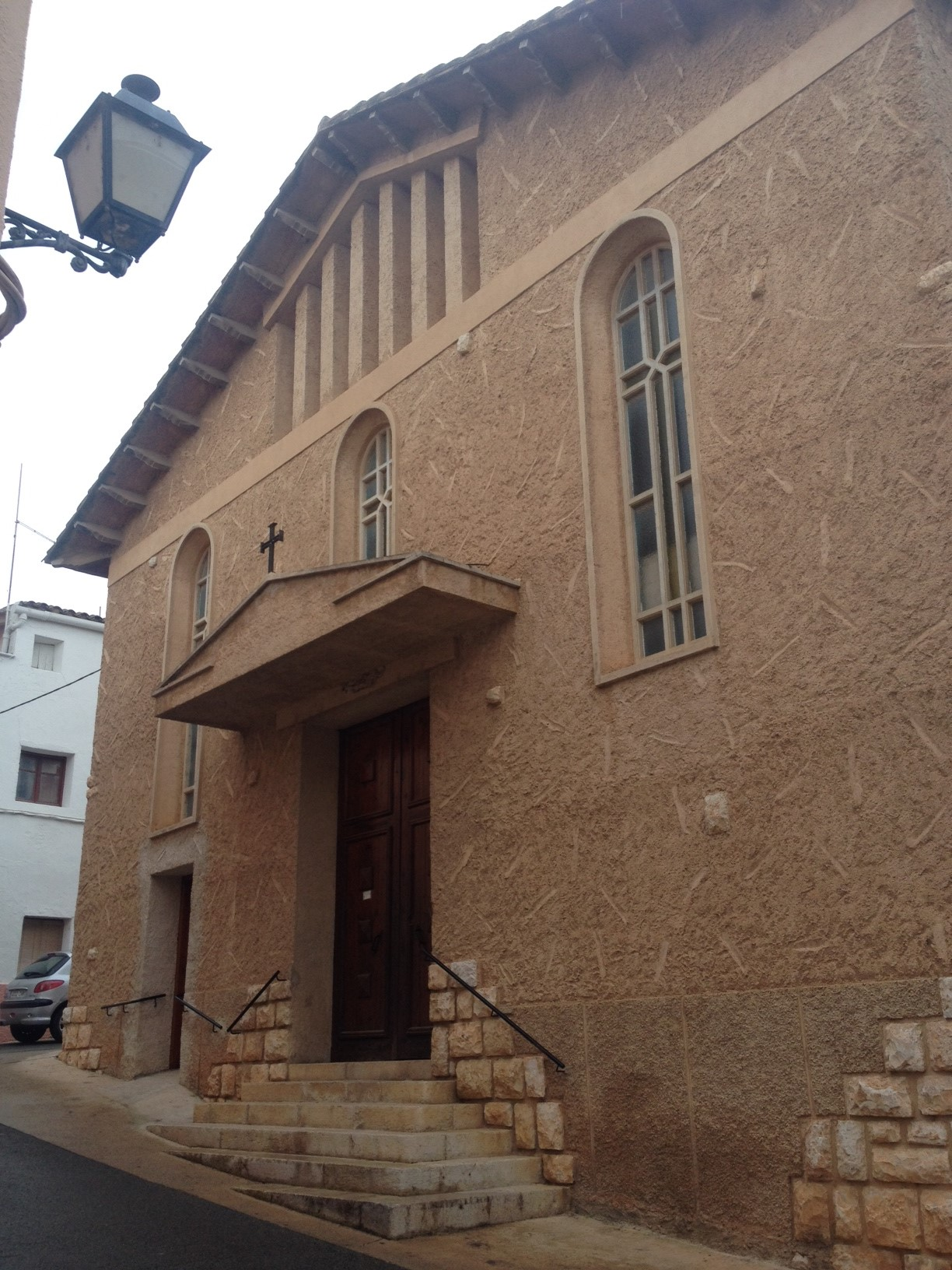
Nostra Senyora del Rosari, l'església parroquial de Masdenverge

La festa major del municipi se celebra la primera setmana d'agost; acostuma a començar el darrer cap de setmana de juliol i té una durada de 10 dies. Entre els actes més destacats, es poden trobar: els correbous pels carrers del poble, una curiosa carrera de conills (cursa que té com a premi un conill per al guanyador), una cursa enigmàtica o la baixada d'andròmines, entre d'altres.
També es pot gaudir de la Setmana Cultural durant el mes de juny i la fira del Caçador del mes d'octubre.
L'església parroquial està dedicada a la Mare de Déu del Roser. Va ser construïda en la dècada de 1960 i té una estructura molt funcional i poc decorada.

## Economia
La seva població es dedica principalment a l'agricultura i a la ramaderia, tot i que cada cop hi ha més persones que desenvolupen la seva activitat professional en el sector terciari. Destaquen el cultiu de garrofers, vinyes, oliveres i cereals, i les granges de bestiar porcí. En el sector secundari, destaquen tres empreses extractores d'àrids, així com dues empreses del sector del metall, una del sector químic i una de tèxtil. Cada cop més, molts veïns treballen a les poblacions properes, ja sigui en indústries o en serveis.
També és important l'activitat de les graveres. Tot i haver-hi una remarcable part de la població en contra, la seva activitat ha contribuït molt en el desenvolupament del poble.

## Política

### Eleccions municipals
Llista d'alcaldes i nombre de regidors per partit
| Junts                                                                                | -  | -  | -  | -  | -  | -  | - | - | - | - | 6 | 6 |
| PSC                                                                                  | -  | -  | -  | -  | -  | -  | 2 | 2 | 1 | 1 | 0 | - |
| ERC                                                                                  | -  | -  | -  | -  | -  | -  | - | - | 1 | 1 | 3 | 3 |
| CiU                                                                                  | 2  | -  | -  | -  | -  | 4  | 7 | 7 | 7 | 7 | - | - |
| Altres                                                                               | 5c | 7b | 7b | 7b | 7b | 3a | - | - | - | - | - | - |
| Total                                                                                | 7  | 7  | 7  | 7  | 7  | 7  | 9 | 9 | 9 | 9 | 9 | 9 |
| a Masdenvergencs Units - FIC; b Masdenvergencs Units c Centristes de Catalunya - UCD |    |    |    |    |    |    |   |   |   |   |   |   |

## Llocs d'interès
- Les basses de la Foia: integrades al curs del barranc de La Galera, són un conjunt de basses que formen un ecosistema divers i ple de vida. Frondosa vegetació, ocells i rèptils de tota mena donen vida a una zona humida impensable en un terreny tan sec com és el terme de Masdenverge. Es troben incloses dintre del Pla d'Espais d'Interès Natural de la Generalitat de Catalunya (dintre de barrancs de Sant Antoni-Lloret-la Galera).[2]
- El mas de Sant Pau: és un edifici singular i antic que es troba en una ubicació privilegiada per l'entorn natural. Va ser construït per monjos del convent de Benifassà fa més d'un segle, i l'utilitzaven per al conreu, ja que hi brolla una font d'aigua subterrània.

## Demografia
| 1497 f | 1515 f | 1553 f | 1717 | 1787 | 1857  | 1877  | 1887 | 1900 | 1910 |
| ------ | ------ | ------ | ---- | ---- | ----- | ----- | ---- | ---- | ---- |
| -      | -      | -      | -    | -    | 1.071 | 1.038 | 712  | 759  | 886  |

| 1920 | 1930 | 1940 | 1950 | 1960 | 1970 | 1981 | 1990 | 1992 | 1994 |
| ---- | ---- | ---- | ---- | ---- | ---- | ---- | ---- | ---- | ---- |
| 886  | 929  | 828  | 929  | 830  | 837  | 846  | 935  | 929  | 929  |

| 1996 | 1998 | 2000 | 2002 | 2004  | 2006  | 2008 | 2010 | 2012  | 2014  |
| ---- | ---- | ---- | ---- | ----- | ----- | ---- | ---- | ----- | ----- |
| 912  | 927  | 956  | 996  | 1.007 | 1.077 | 1121 | 1144 | 1.122 | 1.106 |

| 2016  | 2018  | 2020  | 2022  | 2024  | 2026 | 2028 | 2030 | 2032 | 2034 |
| ----- | ----- | ----- | ----- | ----- | ---- | ---- | ---- | ---- | ---- |
| 1.088 | 1.066 | 1.071 | 1.129 | 1.149 | -    | -    | -    | -    | -    |